# Chailloué
Chailloué är en kommun i departementet Orne i regionen Normandie i nordvästra Frankrike. Kommunen ligger i kantonen Sées som tillhör arrondissementet Alençon. År 2018 hade Chailloué 616 invånare.

## Befolkningsutveckling
Antalet invånare i kommunen Chailloué
| Referens: INSEE |